# Delias belisama
Delias belisama är en fjärilsart som först beskrevs av Pieter Cramer 1779.  Delias belisama ingår i släktet Delias och familjen vitfjärilar. Inga underarter finns listade i Catalogue of Life.

## Bildgalleri

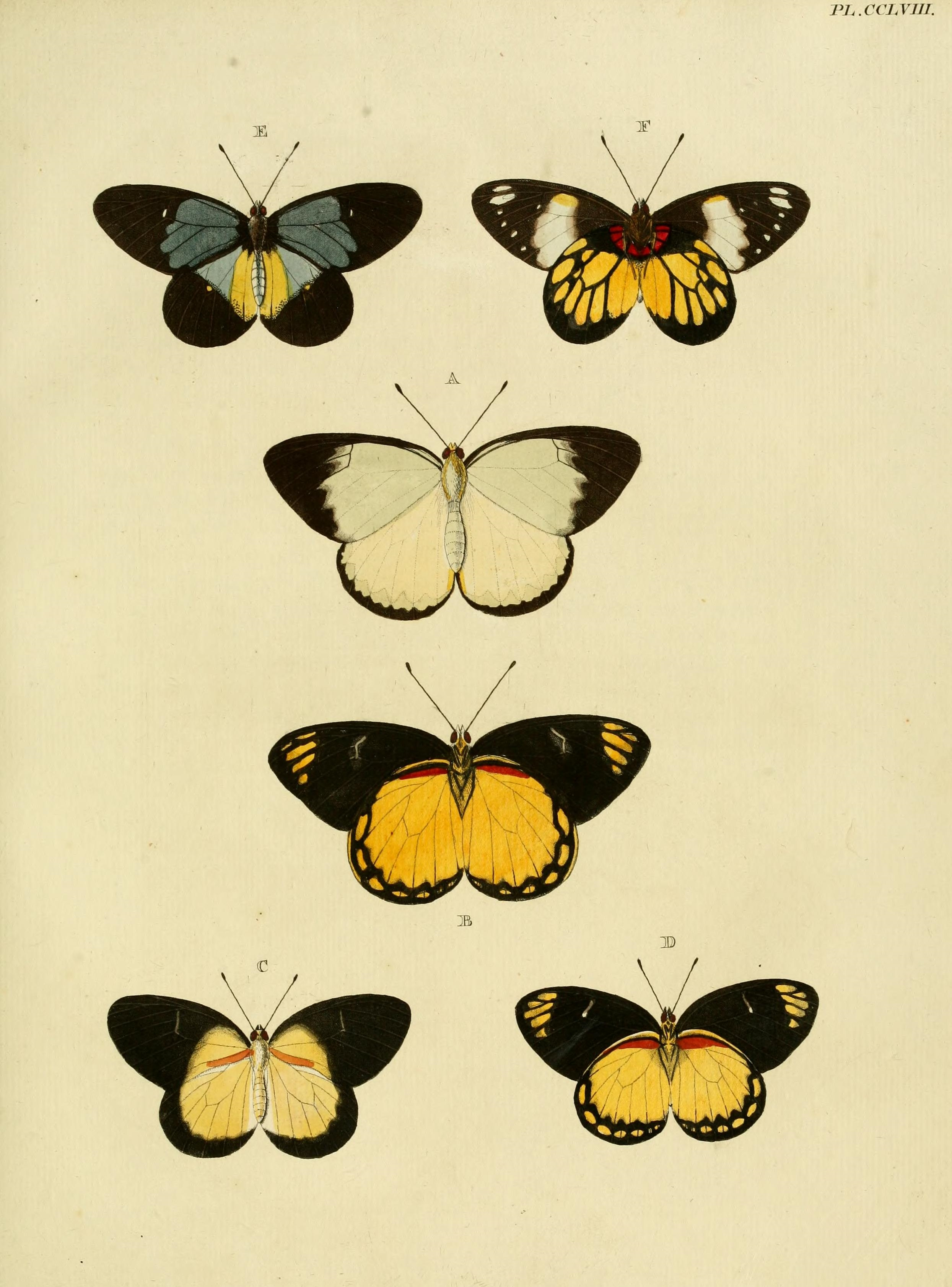
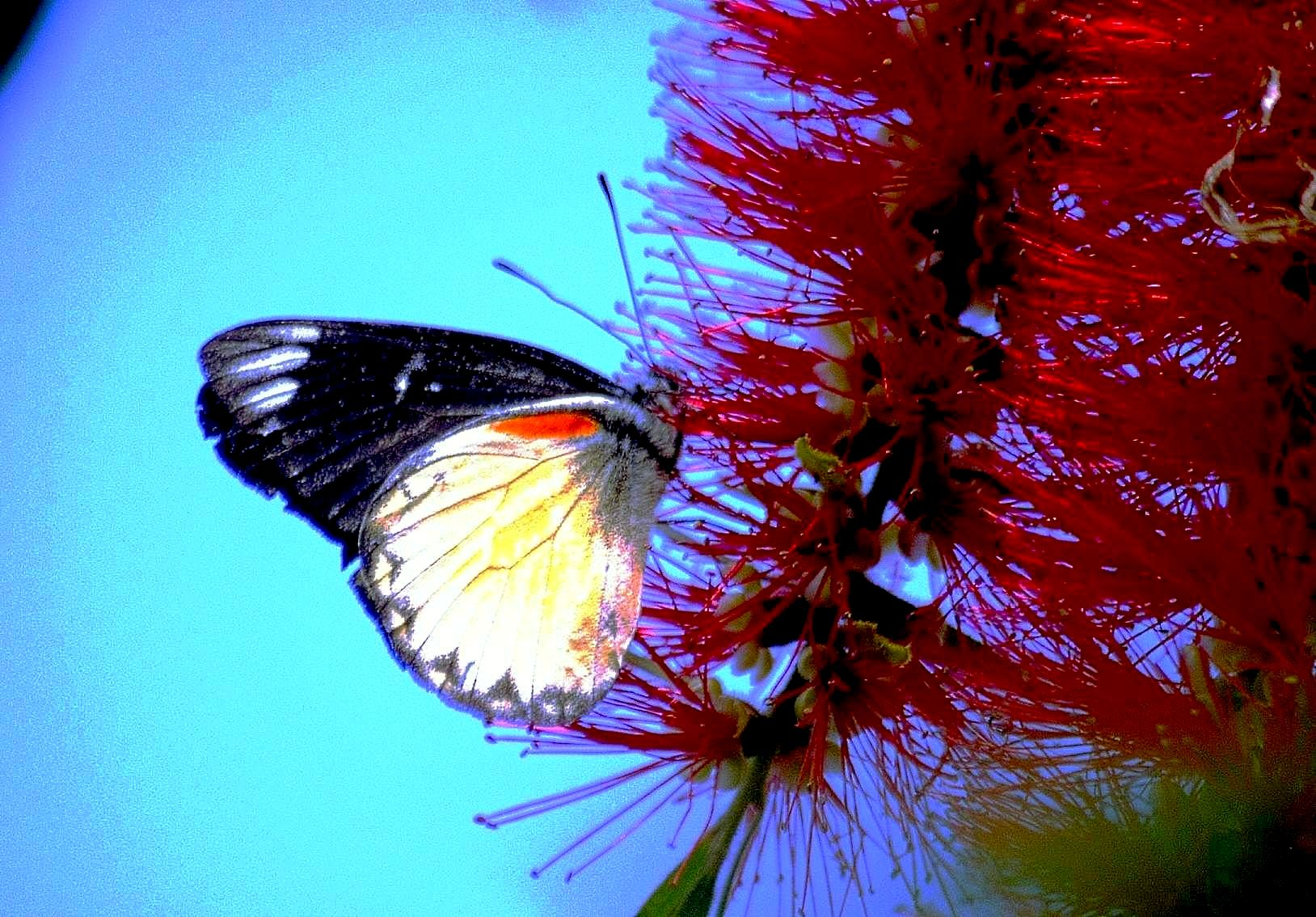
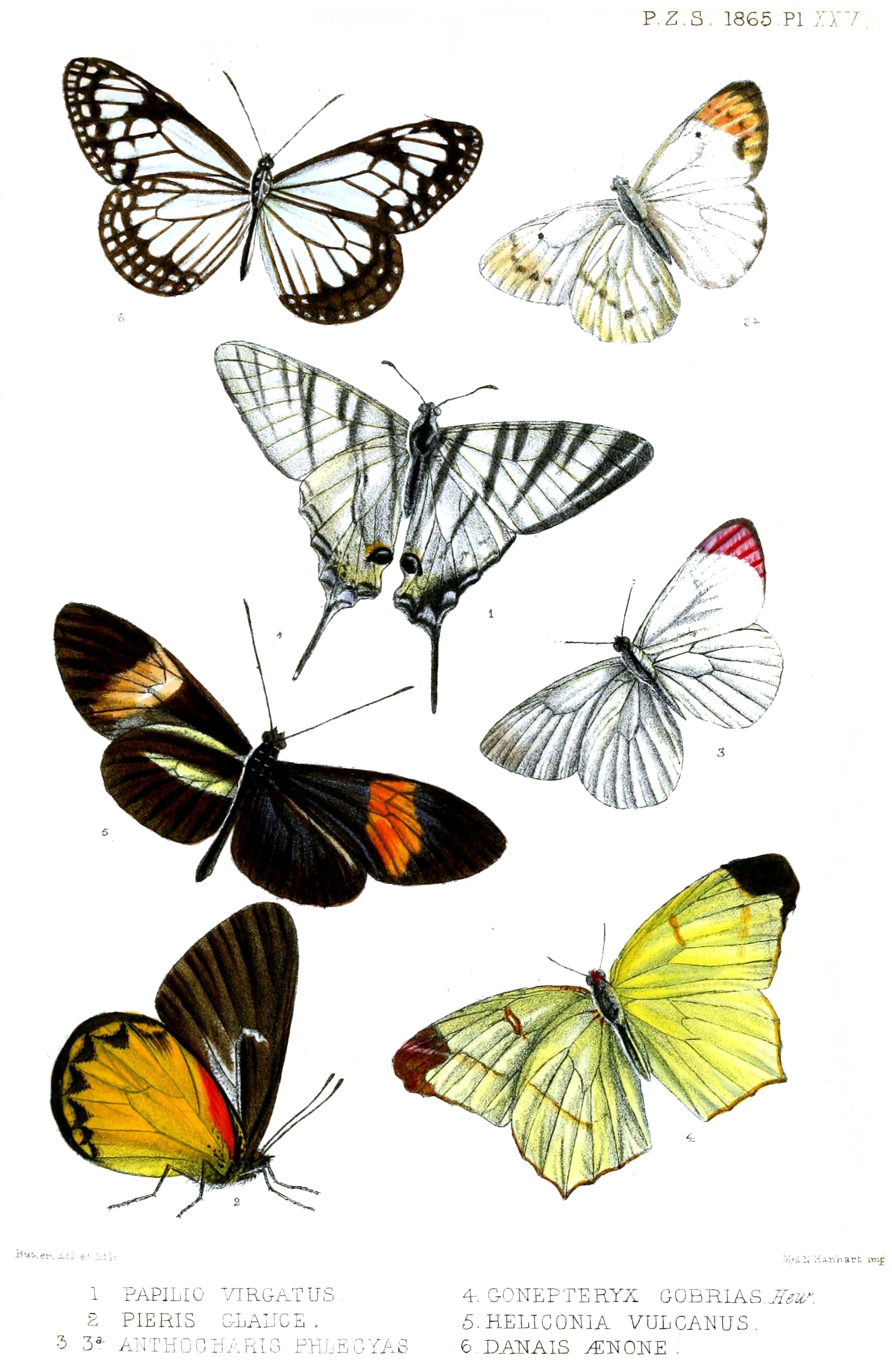